# Ermionida
Ermionida (in greco Ερμιονίδα?) è un comune della Grecia situato nella periferia del Peloponneso (unità periferica dell'Argolide) con 14.330 abitanti secondo i dati del censimento 2001
È stato istituito a seguito della riforma amministrativa detta Programma Callicrate in vigore dal gennaio 2011 che ha abolito le prefetture e accorpato numerosi comuni.